# Sender Baden-Baden
Der Sender Baden-Baden war ein Mittelwellensender des Südwestrundfunks (ehemals des Südwestfunks) für Hörfunk am nordöstlichen Stadtrand von Baden-Baden.
Der ursprüngliche Sendemast war ein 50 Meter hoher Sendemast, der sich zwischen der heutigen Zeppelinstraße und der Markgraf-Christoph-Straße befand. Von hier sendete der SWF seit 1948 das erste Programm auf der Frequenz 827 kHz mit einer Leistung von 1,5 kW in Gleichwelle mit den Sendern Freiburg, Kaiserslautern, Koblenz und Trier. Mit dem Inkrafttreten des Genfer Wellenplans wechselte der Sender Baden-Baden auf die Frequenz 1485 kHz, nunmehr mit einer Leistung von 1 kW.
Nachdem die Umgebung um den Sendemast bebaut wurde, musste der SWF den alten Standort aufgeben und errichtete 1987 einen neuen Sendemast in der Nähe der Talstation der Merkurbergbahn am Fuß des Berges Merkur. Als Antennenträger kam ein an Tensegrity-Kabeln abgespannter 50 Meter hoher Stahlfachwerkmast zum Einsatz. Nach der Gründung des Programms S4 Baden-Württemberg nutzte der SWF, später der Südwestrundfunk den Standort Baden-Baden zunächst zur Verbreitung des Regionalprogramms Ortenau-Mittelbaden, später Ortenau Radio. Anschließend verbreitete er von hier das Informationsprogramm SWR cont.ra, zuletzt nur noch zwischen 5:00 Uhr und 23:00 Uhr (samstags und sonntags zwischen 7:00 Uhr und 23:00 Uhr).
Am 15. Oktober 2010 wurde der Sender aufgrund von Einsparungsmaßnahmen abgeschaltet. Die Anlage wurde inzwischen abgerissen.